# جيمس كولبي
جيمس كولبي (بالإنجليزية: James Colby)‏ هو ممثل أمريكي، ولد في 20 سبتمبر 1961 في الولايات المتحدة، وتوفي بنفس المكان في 23 فبراير 2018.

## أعمال

### أفلام
- (1997) صانع السلام[5]
- (2011) سرقة برج[6]
- (2013) داخل لوين ديفيس[7][8]
- (2014) التسليم[8][9]
- (2014) الرجل العنكبوت المذهل 2[10][11][12]
- (2015) ديموليشن

### مسلسلات
- بيرسون أوف إنترست
- قانون ونظام[13]

## وصلات خارجية
- جيمس كولبي على موقع IMDb (الإنجليزية)
- جيمس كولبي على موقع روتن توميتوز (الإنجليزية)
- جيمس كولبي على موقع ألو سيني (الفرنسية)
- جيمس كولبي على موقع ميوزك برينز (الإنجليزية)
- جيمس كولبي على موقع أول موفي (الإنجليزية)
- جيمس كولبي على موقع قاعدة بيانات برودواي على الإنترنت (الإنجليزية)
- جيمس كولبي على موقع قاعدة بيانات الأفلام السويدية (السويدية)
- جيمس كولبي على موقع قاعدة بيانات الفيلم (الإنجليزية)
- جيمس كولبي على موقع كينوبويسك (الروسية)